# Ta Gia
Ta Gia là một xã thuộc huyện Than Uyên, tỉnh Lai Châu, Việt Nam.
Xã Ta Gia có diện tích 95,78 km², dân số năm 1999 là 3187 người, mật độ dân số đạt 33 người/km².
Hành Chính:
1. Bản Mỳ
2. Bản Mè
3. Bản Huổi Cày
4. Bản Củng
5. Bản Gia
6. Bản Khem
7. Bản Nam
8. Bản Cuông
9. Bản Ten Co Mừ
10. Bản Co Cài
11. Bản Hì
12. Bản Cày
13. Bản Nong Quại
14. Bản Hua Mỳ